# Maria Rosa Sagnier i Bové
Maria Rosa Sagnier i Bové   (Barcelona, 19 de gener de 1901 - Sarrià, 9 d'agost de 1999) fou un membre de la família Sagnier, una nissaga burgesa de Barcelona i parcialment noble d'origen occità, filla de Lluís Sagnier i Safont i d'Amàlia Bové i Benet.
Va ser coneguda per haver pertorbat a final de 1931 l'estrena al Teatre Apolo de l'obra anticlerical Ad Maiorem Dei Gloriam, basada en la novel·la A.M.D.G. (1910) de Ramón Pérez de Ayala (1880-1962) inspirada en les seves experiències en un col·legi jesuïta. Sagnier trobava l'obra blasfema. Va ser condemnada a una penyora de cinc-centes pessetes. Com que no va voler pagar la penyora, va haver d'ingressar dues setmanes a la Presó de Reina Amàlia, cosa excepcional per a persones de bona família. En sortir, va ser rebuda pels seus amics, i convidada a un té al restaurant Miramar. El governador civil de Barcelona la va tractar «amazona de Cristo Rey» a la seva entrada a la presó, un epítet que agradava al diari El Siglo Futuro, diari del Partit Catòlic Nacional que hi veia un títol honorífic per a les dones que s'insurgien públicament «per Déu i per Espanya». El setmanari L'Esquella de la Torratxa va concloure «Segurament que es farà unes targetes on a més del nom hi posarà aquest títol ‘Màrtir de la Monarquia’, molt bé per la República. La Llei ha de ser per a tots igual.» Fonts catòliques com La Veu de Catalunya ans al contrari opinaven que «la senyoreta Sagnier va suportar amb resignació heroica totes les molèsties de la privació de llibertat» i «va rebre moltes felicitacions, a les quals unim les nostres».